# Classica di San Sebastián 1991
La Classica di San Sebastián 1991, undicesima edizione della corsa e valevole come settima prova della Coppa del mondo 1991, si svolse il 10 agosto 1991, per un percorso totale di 238 km. Fu vinta dall'italiano Gianni Bugno, al traguardo con il tempo di 6h04'28" alla media di 39,181 km/h.
Partenza a San Sebastián con 199 ciclisti di cui 171 portarono a termine il percorso.

## Ordine d'arrivo (Top 10)
| Pos. | Corridore          | Squadra       | Tempo    |
| ---- | ------------------ | ------------- | -------- |
| 1    | Gianni Bugno       | Gatorade      | 6h04'28" |
| 2    | Pedro Delgado      | Banesto       | a 55"    |
| 3    | Maurizio Fondriest | Panasonic     | a 1'17"  |
| 4    | Laurent Jalabert   | Toshiba       | s.t.     |
| 5    | Iñaki Gastón       | CLAS-Cajastur | s.t.     |
| 6    | Gilles Delion      | Helvetia      | s.t.     |
| 7    | Bruno Cenghialta   | Ariostea      | s.t.     |
| 8    | Pëtr Ugrjumov      | Seur-Otero    | s.t.     |
| 9    | Andreas Kappes     | Histor-Sigma  | a 1'58"  |
| 10   | Charly Mottet      | RMO           | s.t.     |